# 發音寺
發音寺（ほつおんじ）は、兵庫県伊丹市にある浄土宗の寺院。基本的には非公開。

## 沿革
發音寺は開創以来伊丹の地を動いていない（沿革については發音寺のパンフレットより）。
開創当初は發音庵と称された。有岡八景（有岡古続語）によまれた「野村の晩鐘」で知られた名鐘があった（「有岡昔かたり語録」柿衛文庫蔵）。ただし戦時中に供出されたため現存はしない。。境内には大きな楠の木がある。
- 1646年（慶安元年）4月に開創された。
- 1736年（享保21年）10月19日、唐招提寺より十一面観音像の寄贈を受け本尊とした。
- 1755年（宝暦5年）4月本堂を増築し薬医門を再建した。
- 1873年（明治6年）1月廃寺となったが、1879年（明治12年）3月芝田称円尼村内有志、檀信徒尽力され再興され、浄土宗鎮西派の末寺となる。
- 1995年（平成7年）1月17日の阪神淡路大震災により、山門全壊、本堂、庫裡半壊となり、4年余りを懸けて復興された。

## 文化財

### 伊丹市指定文化財
- 木造十一面観世菩薩立像

1965年（昭和40年）11月8日指定。像高170.3cm。右手には錫杖を持ち、左手には蓮の花をさした水瓶を握っている。室町時代以降の類型化と考えられる、長谷寺本尊式の十一面観音像。体部は前後二材からなる寄木造りで、目は玉眼。像には黒漆が塗られている。寺伝では、この像は享保20年10月に唐招提寺（奈良県）より移されたと記されている。
- 木造大日如来坐像

1965年（昭和40年）11月8日指定。像高84.0cm。膝の前で両手を重ね、親指の先を合わせる法界定印を結ぶ殆蔵界の像。構造は檜を前後二材に寄せる寄木造りで、赤茶色が塗られている。像の作風は、鎌倉時代の宋風彫刻によく見かけられるものであるが、胴が沈んでいたり、衣文の表しから、南北朝時代の造立だと考えられる。
- 木造三面大黒天立像

1996年（平成8年）8月22日指定。像高148.0cm。この像は三面大黒の福神をイメージしており、当代の大黒天像としては異例の大作にあたる。江戸時代の仏師による檜を主とした寄木造りで造られている。造形作品としても優れており、歯を見せてニヤリ、と笑う顔の生々しい表情や、大黒天を極端にデフォルメされた姿である。宝暦年間（1751～64年）に大阪長町の毘沙門堂から移されたと伝えられている。
この文化財の項目については(平成10年)3月31日伊丹市教育委員会の記述による。

## 所在地
兵庫県伊丹市春日丘4－7